# The Witcher (videojuego de 2007)
The Witcher, del polaco Wiedźmin (El brujo), es un videojuego de rol para PC desarrollado por CD Projekt RED STUDIO y distribuido por CD Projekt en Polonia y Atari en el resto del mundo. El videojuego está basado en la saga de libros del mismo nombre escritos por el autor polaco Andrzej Sapkowski. Este videojuego utiliza el motor aurora de la compañía BioWare. Fue lanzado en Europa y Norteamérica en octubre de 2007. Una versión para consola que utilizaría un motor de juego y sistema de combate totalmente nuevo, titulada The Witcher: Rise of the White Wolf iba a ser lanzada durante el otoño del 2009, pero fue suspendida por problemas de pago con los desarrolladores de la compañía francesa Widescreen Games.
The Witcher tiene lugar en un mundo fantástico medieval y relata la historia de Geralt de Rivia, uno de los pocos brujos restantes (cazadores de monstruos a sueldo, quienes cuentan con poderes sobrenaturales).
Recientemente, la productora polaca Platige Image ha anunciado que The Witcher tendrá su propia serie de televisión en la plataforma de contenidos audiovisuales Netflix. No todos los personajes de los videojuegos aparecerán en la serie.

## Jugabilidad
Existen tres tipos distintos de cámara en The Witcher. Dos perspectivas con vista superior, en las que el ratón se usa para ejecutar todas las acciones, y una vista "al hombro" que permite al jugador tener una visión más cercana del combate, pero limita la visibilidad. En cualquiera de las tres vistas se pueden configurar los controles para que dependan más del ratón o de una combinación de ratón-teclado.
El sistema de combate de The Witcher representa una experiencia distinta a la mayoría de los RPG. Los jugadores pueden escoger entre tres estilos de lucha distintos, cada uno adecuado para un tipo de situación o un enemigo distinto. El estilo veloz permite ejecutar ataques rápidos (aunque más débiles) que tienen una mayor posibilidad de alcanzar a los enemigos rápidos; el estilo fuerte causa mayor daño pero los ataques de este tipo son más lentos y con ellos es difícil dañar a los enemigos rápidos; el estilo de grupo produce ataques de barrido que son muy efectivos cuando Geralt se encuentra rodeado. Es posible cambiar de un estilo a otro en cualquier momento. Las dos espadas principales de Geralt poseen estilos de combate totalmente distintos del resto de las armas, y cada una tiene una utilidad diferente: La espada de acero sirve para luchar contra humanos, mientras que la espada de plata es más efectiva contra bestias y monstruos sobrenaturales.
La alquimia ocupa un lugar fundamental en la jugabilidad. El jugador puede crear pociones que incrementen la salud o la regeneración de energía, que permitan a Geralt ver en la oscuridad u otros beneficios. Las fórmulas de dichas pociones pueden ser aprendidas mediante pergaminos o simplemente experimentando con los ingredientes. Cuando el jugador crea una poción desconocida, puede optar por beberla, pero si ésta no ha sido bien fabricada, envenenará a Geralt o le producirá efectos perjudiciales. Cada vez que Geralt bebe una poción, se incrementa el nivel de toxicidad de su cuerpo. Cuando éste llega al máximo, no se pueden ingerir más pociones. El nivel de toxicidad se puede reducir tomando una poción especial o meditando en una posada o en una hoguera. Además de las pociones, también es posible crear aceites que pueden aplicarse a las armas para aumentar el daño causado por éstas, o bombas que pueden ser usadas en combate. Ni los aceites ni las bombas pueden ser creadas hasta que se hayan obtenido las habilidades correspondientes.

## Historia

### Introducción
El juego cuenta la historia de Geralt de Rivia, quien en la introducción del juego fue encargado de curar a la hija del Rey Foltest, quien tenía una maldición que la transformaba en un monstruo feroz, Geralt la cura satisfactoriamente, dando la visión al jugador de lo que en adelante sería el trabajo de brujo.
Misteriosamente los años pasan, terminando con Geralt siendo transportado hacia la fortaleza de brujos Kaer Morhen por otros compañeros brujos, quienes lo habían encontrado inconsciente en el campo. Geralt no recuerda nada acerca de su vida antes de volver a Kaer Morhen.

### Prólogo
El prólogo comienza cuando Geralt es encontrado por sus compañeros brujos. Geralt de Rivia es llevado a Kaer Morhen, la base de los brujos, donde conoce a una hechicera llamada Triss Merigold. La fortaleza es atacada por un grupo de bandidos llamados la Salamandra, liderados por un criminal conocido como el Profesor, un mago llamado Savolla, quien controla gran monstruo parecido a una mantis, y otro mago llamado Azar Javed. Los brujos y la hechicera logran matar al monstruo y a Savolla, pero el Profesor y Azar se teletransportan escapándose con los mutágenos que sirven para alterar genéticamente a los brujos.
Después de curar a Triss de las heridas que recibió durante la pelea con Azar Javed y de acostarse con ella, Geralt y los demás brujos se van de Kaer Morhen en distintas direcciones para encontrar información sobre la Salamandra. Geralt se va al sur hacia Wyzima, capital de Temeria, y donde el Rey Foltest gobierna.

### Capítulo I
El brujo llega a las afueras, donde se encuentra con un poderoso niño y una vieja amiga, Shani, la cual el no recuerda. Allí descubre que Wyzima se encuentra en cuarentena por culpa de la peste, pero, haciendo favores a algunos oficiales, eligiendo entre salvar o condenar a una bruja, descubriendo una asociación entre la Salamandra y estos oficiales, eligiendo entre ayudar o matar parte de la gente de la ciudad y matar a un gran perro fantasma, consigue un pase y se prepara para entrar a Wyzima, siendo arrestado en la entrada.

### Capítulo II
Geralt el flamante brujo, se despierta en una cárcel, donde se ofrece a matar un gallotriz en las cloacas a cambio de su libertad. En las cloacas se encuentra con un caballero cazamonstruos de la Orden de la Rosa Llameante, llamado Siegfried, quien no solo lo ayuda a matar al monstruo, sino que también le recomienda un investigador privado quien podría ayudar a Geralt a destruir la Salamandra. Geralt se queda el resto del capítulo II persiguiendo a la Salamandra (con una pequeña interrupción de una fiesta donde Shani lleva a un viejo amigo de Geralt, Jaskier, la cual termina con la posibilidad de que Geralt tenga sexo con Shani). En cierto punto investiga un homicidio, que lo lleva al cementerio de la ciudad, donde en una cripta encuentra el cuerpo del investigador privado, lo que lo induce a creer que Azar Javed se está haciendo pasar por el investigador. Después de abrir una antigua torre en la ciénaga, por petición de un alquimista llamado Kalkstein, encuentra unos antiguos textos, al salir, tiene una breve pelea contra Azar Javed, quien deja a Geralt inconsciente y se lleva los textos.

### Capítulo III
Geralt se despierta en la casa de Triss en el barrio de los comerciantes, después de haberlo encontrado en los pantanos. Geralt se recupera inmediatamente y descubre que Alvin ha sido trasladado al hospital de S. Lebioda porque ya no tiene familia.  Tanto Triss como Shani han oído hablar de ello y a ambas les gustaría adoptarlo. Geralt puede decidir a cuál de los dos confiarlo, sabiendo que las dos mujeres están muy celosas la una de la otra, y que llevándolo con una, enajenaría la amistad y las buenas gracias de la otra. El brujo, habiendo resuelto el asunto, recuerda en ese momento la invitación de Declan y se dirige a la lujosa posada de New Narakort, donde se celebra la recepción. Declan le aconseja que primero se dé a conocer un poco a la élite Vizima presente en la fiesta, incluida la princesa Adda, con quien Geralt tiene una relación durante la fiesta;  Velerad, el burgomaestre, que gobierna la ciudad en ausencia de Foltest; el Conde De Wett de la Orden, nilfgaardiano, cuya presencia en la ciudad es señal de la amistad entre Temeria y el Imperio; y se reencuentra con Thaler, quien descubre que en realidad es el jefe de los espías reales. En este punto, Declan comparte información útil con el brujo para localizar a las Salamandras y aconseja a Geralt que hable con Jethro, la mano derecha de Vincent Meis, quien, a través de un informante, le revela la ubicación de un laboratorio en las alcantarillas donde la organización produce fisstech, una droga poderosa. Sin demasiadas dificultades, Geralt elimina a todos los criminales del laboratorio y se entera por Declan de un nuevo objetivo: se celebrará una reunión en una zona secreta del Merchant Quarter. Los Salamandra, dado que un brujo "misterioso" sigue poniéndoles freno, pretenden pedir apoyo financiero a un misterioso contacto suyo en Redania, reino rival en términos de tráfico comercial, de Temeria. Geralt tiene un enfrentamiento final y definitivo con el Profesor, quien esta vez deja atrás su vida.

### Capítulo IV
Triss teletransporta a Geralt a una nueva región de Temeria, lejos de Vizima, un área llamada Darkwaters.  Aquí Geralt se reencuentra con Jaskier: parece que Triss también lo ha teletransportado a esa zona.  Dandelion informa al brujo sobre los acontecimientos que suceden en la zona;  Geralt descubre así que Alvin también está allí, en casa de Alina, una chica local. Entonces va a buscar al niño: Alvin parece estar bien en su nuevo hogar, salvo las pesadillas que lo atormentan continuamente. Triss, sin embargo, lo pensó todo sabiamente y envió un paquete junto con el bardo a Dark Waters, que contenía un amuleto de dimeritium y una carta para Geralt. Alvin utiliza el amuleto para mantener sus poderes bajo control y evitar pesadillas.  Recuerda que el comienzo del capítulo puede desarrollarse de forma diferente dependiendo de las relaciones que tenga Geralt con Alvin, Shani o Triss.  Además, si Geralt hubiera dejado a Alvin con Triss, el fantasma del jugador le propondrá un juego de dados para quitarle la vida al niño. Si Geralt pierde, el espectro se vuelve hostil y Geralt puede matarlo; sin embargo, el fantasma no puede llevarse a Alvin de ninguna manera.  Geralt confía entonces el amuleto al niño y le dice que lo use siempre. Sin embargo, parece no tener ningún efecto y Alvin continúa teniendo sus terribles pesadillas. A pesar de esto, mientras permanezca con el brujo, Alvin estará feliz y lo seguirá en muchas aventuras en esta nueva área.  Durante estos viajes, los dos discuten varios asuntos, incluidos los sueños proféticos de Alvin y sus habilidades mágicas. Lo quiera o no, Geralt se implica en la vida del niño y se siente obligado a aconsejarle lo mejor que pueda. Durante el capítulo Geralt conocerá a Berengar, un brujo que abandonó la fortaleza de Kaer Morhen poco antes de que Geralt llegara allí. Berengario era el mismo brujo del que el reverendo se había quejado a Geralt de haber desaparecido antes de terminar su trabajo de expulsar al perro fantasma del campo. Además, en el Capítulo II, Geralt encontró un broche de brujo roto en las alcantarillas, pensando que Salamandra lo había matado. Berengario y Geralt trabajan juntos brevemente; en este período Geralt descubre de manos de Berengario la existencia de una armadura legendaria forjada por un tal Cuervo y que Geralt obtendrá eligiendo cuál de los tres caminos clásicos seguir (en base a esta elección, la armadura estará compuesta de diferentes materiales y se ve diferente). En este punto, Berengar explica por qué dejó Kaer Morhen: desprecia a los brujos y los responsabiliza por negarle una vida normal. Más tarde, Berengario se enfrenta a Geralt en un duelo, lo que le obliga a tomar una decisión: matarlo o dejarlo con vida.

### Epílogo
Fin